# Mistrzostwa Świata w Maratonie MTB 2011
9. Mistrzostwa Świata w Maratonie MTB – zawody sportowe, które odbyły się 26 czerwca 2011 roku we włoskiej miejscowości Montebelluna.

## Szczegóły
| Medal | Zawodnik            | Narodowość | Czas      |
| ----- | ------------------- | ---------- | --------- |
|       | Christoph Sauser    | Szwajcaria | 4:24:48 h |
|       | Jaroslav Kulhavý    | Czechy     | + 3:10 m  |
|       | Mirko Celestino     | Włochy     | + 5:42 m  |
| 4     | Tim Böhme           | Niemcy     | + 7:06 m  |
| 5     | Jochen Kass         | Niemcy     | + 10:32 m |
| 6     | Alban Lakata        | Austria    | + 10:43 m |
| 7     | Massimo de Bertolis | Włochy     | + 11:15 m |
| 8     | Jukka Vastaranta    | Finlandia  | + 12:18 m |
| 9     | Robert Mennen       | Niemcy     | + 12:30 m |
| 10    | Marc Trayter        | Hiszpania  | + 13:03 m |

| Medal | Zawodnik               | Narodowość        | Czas      |
| ----- | ---------------------- | ----------------- | --------- |
|       | Annika Langvad         | Dania             | 4:20:33 h |
|       | Sabine Spitz           | Niemcy            | + 1:56 m  |
|       | Esther Süss            | Szwajcaria        | + 3:23 m  |
| 4     | Pia Sundstedt          | Finlandia         | + 5:32 m  |
| 5     | Elisabeth Brandau      | Niemcy            | + 5:34 m  |
| 6     | Sally Bigham           | Wielka Brytania   | + 8:53 m  |
| 7     | Gunn-Rita Dahle Flesjå | Norwegia          | + 11:15 m |
| 8     | Monique Pua Mata       | Stany Zjednoczone | + 11:51 m |
| 9     | Birgit Söllner         | Niemcy            | + 13:05 m |
| 10    | Nina Gässler           | Niemcy            | + 16:32 m |

## Tabela medalowa
| Miejsce | Państwo    |   |   |   |   |
| ------- | ---------- | - | - | - | - |
| 1.      | Szwajcaria | 1 | 0 | 1 | 2 |
| 2.      | Dania      | 1 | 0 | 0 | 1 |
| 3.      | Czechy     | 0 | 1 | 0 | 1 |
|         | Niemcy     | 0 | 1 | 0 | 1 |
| 5.      | Włochy     | 0 | 0 | 1 | 1 |